# Horváth Bálint (kommunikációs szakember)
Horváth Bálint (Budapest, 1979. március 15. –) magyar kommunikációs szakember, újságíró.
2000-2012 között újságíró, televíziós műsorkészítő, műsorvezető volt több országos televíziónál.
2012–2014 között az Állami Számvevőszék sajtótitkára, majd 2014-től 2022-ig a kommunikációs és kapcsolattartási vezetője, szóvivője, ellenőrzésvezetője volt. 2022 októberétől a Gazdasági Versenyhivatal kommunikációs és kapcsolattartási vezetője.

## Pályafutása
Budapesten született, gyermekkorában rövid ideig élt Dunaújvárosban, a budapesti Teleki Blanka Gimnáziumban érettségizett 1997-ben. Egy évet az Egyesült Királyságban tanult, majd a Budapest Média Intézetben szerzett újságíró szakképesítést. Felsőfokú tanulmányait a Szegedi Tudományegyetem Bölcsészettudományi Kar kommunikáció- és médiatudomány szakán elektronikus sajtó és médiamenedzsment szakirányokon végezte. Később kommunikációs vezető-szóvivő végzettséget szerzett a Budapesti Metropolitan Egyetemen.
Nős, két lánya és egy fia van.

## Szakmai pályafutása
Egyetemi évei alatt gyakornok volt több nyomtatott lapnál és  rádiónál, majd 2000-től a Hálózat TV szerkesztő-riportere, később felelős szerkesztője, műsorvezetője lett. Párhuzamosan dolgozott a Magyar Televíziónál és a Duna Televíziónál is. 2012 májusától az Állami Számvevőszék sajtótitkára, majd 2014 januárjától kommunikációs és kapcsolattartási vezető és szóvivő, több időszakban az ÁSZ nemzetközi kapcsolattartási tevékenységének vezetője volt. 2014 és 2021 között az ÁSZ Hírportál és a Pénzügyi Szemle Online felelős szerkesztője, 2021–2022-ben pedig több számvevőszéki ellenőrzés ellenőrzésvezetője volt. 2022 októberében csatlakozott a Gazdasági Versenyhivatalhoz, a nemzeti versenyhatóság kommunikációs és kapcsolattartási, illetve nemzetközi kapcsolattartási vezetője. 2024-ben egyedüliként a közszférából felkerült a Marketing&Média magazin és a Magyar PR Szövetség TOP50 PR/kommunikációs vezető listájára. Tagja a Magyar PR Szövetségnek és a Magyar Pénzügyi-Gazdasági Ellenőrök Egyesületének.